# كيني واشنطن (عازف جاز)
كيني واشنطن (بالإنجليزية: Kenny Washington)‏ هو عازف جاز أمريكي، ولد في 29 مايو 1958 في جزيرة ستاتن في الولايات المتحدة.

## وصلات خارجية
- كيني واشنطن على موقع ميوزك برينز (الإنجليزية)
- كيني واشنطن على موقع أول ميوزيك (الإنجليزية)
- كيني واشنطن على موقع ديسكوغز (الإنجليزية)